# Мировые финансовые центры
Мировые финансовые центры (англ. International financial centres) — центры сосредоточения банков и специализированных кредитно-финансовых институтов, осуществляющих международные валютные, кредитные и финансовые операции, сделки с ценными бумагами, золотом.
Согласно Международному валютному фонду (МВФ), финансовые центры разделены на три категории: международные финансовые центры: Лондон, Нью-Йорк и Токио;
региональные финансовые центры: Шанхай, Шэньчжэнь, Франкфурт-на-Майне, Сидней и Москва; и
Офшорные финансовые центры: Каймановы острова, Дублин, Люксембург, Цюрих, Сингапур и Гонконг.
До Первой мировой войны господствующим финансовым центром был Лондон. Это было обусловлено высоким уровнем развития капитализма в Великобритании, её сильными и обширными торговыми связями с другими странами, относительной устойчивостью фунта стерлингов, развитой кредитной системой страны. После Второй мировой войны ведущий мировой финансовый центр переместился в США. С 60-х годов монопольное положение США как мирового финансового центра было ослаблено, так как возникли новые центры — в Западной Европе и Японии.
Страны ЕС давно стремились создать собственный финансовый центр. С введением евро в 1999 г. рынок ЕС стал вторым по масштабу фондовым рынком после США. Поскольку ценные бумаги и деривативы (производные ценные бумаги) номинированы в одной валюте — евро, исчезает валютный риск. В последнее время Великобритания перетянула пальму первенства мирового финансового центра в Лондон; Цюрих оспаривает первенство у Лондона по операциям с золотом, а также Люксембург. Мировым финансовым центром стал Токио в результате усиления позиций Японии в мировом хозяйстве.
Мировые финансовые центры, где кредитные учреждения осуществляют операции в основном с нерезидентами в иностранной для данной страны валюте, получили название финансовых центров «офшор». Этот термин примерно соответствует понятию еврорынка. Такие финансовые центры служат также налоговым убежищем, поскольку операции на них не облагаются местными налогами и свободны от валютных ограничений. В настоящее время в 13 мировых финансовых центрах сосредоточено более 1000 филиалов и отделений иностранных банков.

## Основные сведения
Мировые финансовые потоки — межгосударственное движение денежных средств, обслуживающее международный товарный оборот и международное движение капитала. В мировом хозяйстве постоянно происходит перелив денежного капитала, формирующегося в процессе кругооборота капитала. Стержнем мировых финансовых потоков являются материальные процессы воспроизводства. На объём и направление этих потоков влияет ряд факторов: состояние экономики; взаимная либерализация торговли; структурная перестройка в экономике.
Мировые финансовые потоки обслуживают движение товаров, услуг и межстрановое перераспределение денежного капитала между конкурирующими субъектами мирового рынка. Кроме того, они подают сигналы о состоянии конъюнктуры, которые служат ориентиром для принятия решений менеджерами.
Движение мировых финансовых потоков осуществляется по следующим основным каналам:
1) Валютно-кредитное и расчётное обслуживание купли-продажи товаров и услуг;
2)Зарубежные инвестиции в основной и оборотный капитал;
3) Операции с ценными бумагами и разными финансовыми инструментами;
4) Валютные операции;
5) Перераспределение части национального дохода через бюджет в форме помощи развивающимся странам и взносов государств в международные организации и др.

## Индекс мировых финансовых центров
Рейтинг представляет собой совокупность показателей по пяти ключевым направлениям: «бизнес-среда», «развитие финансового сектора», «инфраструктурные факторы», «человеческий капитал», «репутация и общие факторы». По состоянию на 24 сентября 2021 года ведущими центрами по всему миру являются:
| Место | Изменения | Город              | Баллы | Изменения |
| ----- | --------- | ------------------ | ----- | --------- |
| 1     | ▬         | Нью-Йорк           | 762   | ▼ 2       |
| 2     | ▬         | Лондон             | 740   | ▼ 3       |
| 3     | ▲ 1       | Гонконг (Китай)    | 716   | ▼ 25      |
| 4     | ▲ 1       | Сингапур           | 715   | ▼ 25      |
| 5     | ▲ 7       | Сан-Франциско      | 714   | ▼ 4       |
| 6     | ▼ 3       | Шанхай             | 713   | ▼ 29      |
| 7     | ▲ 6       | Лос-Анджелес       | 712   | ▼ 4       |
| 8     | ▼ 2       | Пекин              | 711   | ▼ 26      |
| 9     | ▼ 2       | Токио              | 706   | ▼ 30      |
| 10    | ▲ 15      | Париж              | 705   | ▲ 6       |
| 11    | ▲ 4       | Чикаго             | 704   | ▼ 10      |
| 12    | ▲ 12      | Бостон             | 703   | ▬         |
| 13    | ▲ 3       | Сеул               | 702   | ▼ 11      |
| 14    | ▼ 5       | Франкфурт-на-Майне | 701   | ▼ 26      |
| 15    | ▼ 1       | Вашингтон          | 700   | ▼ 15      |
| 16    | ▼ 8       | Шэньчжэнь          | 699   | ▼ 32      |
| 17    | ▲ 11      | Амстердам          | 698   | ▲ 3       |
| 18    | ▲ 1       | Дубай              | 694   | ▼ 16      |
| 19    | ▲ 10      | Торонто            | 693   | ▼ 1       |
| 20    | ▬         | Женева             | 692   | ▼ 17      |
| 21    | ▼ 11      | Цюрих              | 690   | ▼ 30      |
| 22    | ▼ 1       | Эдинбург           | 689   | ▼ 19      |
| 23    | ▼ 6       | Люксембург         | 688   | ▼ 24      |
| 24    | ▲ 9       | Мадрид             | 687   | ▲ 4       |
| 25    | ▼ 7       | Сидней             | 686   | ▼ 25      |
| 26    | ▲ 5       | Стокгольм          | 685   | ▼ 3       |
| 27    | ▬         | Монреаль           | 682   | ▼ 14      |
| 28    | ▼ 17      | Ванкувер           | 681   | ▼ 38      |
| 29    | ▼ 6       | Мельбурн           | 680   | ▼ 25      |
| 30    | ▲ 13      | Гамбург            | 679   | ▲ 15      |
| 31    | ▲ 18      | Мюнхен             | 678   | ▲ 31      |
| 32    | ▼ 10      | Гуанчжоу           | 677   | ▼ 29      |
| 33    | ▲ 3       | Пусан              | 675   | ▼ 2       |
| 34    | ▬         | Копенгаген         | 674   | ▼ 6       |
| 35    | ▲ 11      | Веллингтон         | 673   | ▲ 13      |
| 36    | ▲ 2       | Абу-Даби           | 672   | ▼ 3       |
| 37    | ▼ 2       | Чэнду              | 670   | ▼ 8       |
| 38    | ▲ 4       | Циндао             | 668   | ▲ 3       |
| 39    | ▼ 9       | Штутгарт           | 667   | ▼ 22      |
| 40    | ▼ 3       | Брюссель           | 666   | ▼ 10      |
| 41    | ▲ 7       | Дублин             | 665   | ▲ 15      |
| 42    | ▲ 28      | Осло               | 663   | ▲ 69      |
| 43    | ▲ 13      | Хельсинки          | 662   | ▲ 42      |
| 44    | ▲ 10      | Вена               | 659   | ▲ 30      |
| 45    | ▼ 19      | Милан              | 656   | ▼ 42      |
| 46    | ▼ 14      | Осака              | 655   | ▼ 29      |
| 47    | ▲ 5       | Рим                | 654   | ▲ 18      |
| 48    | ▼ 1       | Куала-Лумпур       | 649   | ▼ 3       |
| 49    | ▼ 8       | Тель-Авив          | 645   | ▼ 21      |
| 50    | ▲ 7       | Москва             | 638   | ▲ 23      |

| Место | Изменения | Город                               | Баллы | Изменения |
| ----- | --------- | ----------------------------------- | ----- | --------- |
| 51    | ▲ 20      | Калгари                             | 637   | ▲ 44      |
| 52    | ▼ 2       | Лиссабон                            | 636   | ▼ 5       |
| 53    | ▬         | Касабланка                          | 628   | ▼ 4       |
| 54    | ▲ 11      | Мумбаи                              | 627   | ▲ 28      |
| 55    | ▲ 25      | Нью-Дели                            | 625   | ▲ 41      |
| 56    | ▲ 5       | Варшава                             | 624   | ▲ 17      |
| 57    | ▼ 18      | Джерси (Великобритания)             | 622   | ▼ 51      |
| 58    | ▲ 1       | Бангкок                             | 621   | ▲ 11      |
| 59    | ▲ 10      | Мехико                              | 617   | ▲ 22      |
| 60    | ▼ 15      | Берлин                              | 616   | ▼ 46      |
| 61    | ▲ 13      | Стамбул                             | 615   | ▲ 25      |
| 62    | ▲ 20      | Кейптаун                            | 614   | ▲ 32      |
| 63    | ▲ 13      | Прага                               | 611   | ▲ 23      |
| 64    | ▲ 26      | Йоханнесбург                        | 609   | ▲ 37      |
| 65    | ▲ 16      | Глазго                              | 608   | ▲ 25      |
| 66    | ▲ 27      | Джакарта                            | 607   | ▲ 40      |
| 67    | ▼ 27      | Тайбэй                              | 604   | ▼ 64      |
| 68    | ▼ 13      | Доха                                | 600   | ▼ 28      |
| 69    | ▲ 8       | Рио-де-Жанейро                      | 595   | ▲ 8       |
| 70    | ▼ 26      | Сан-Диего                           | 588   | ▼ 75      |
| 71    | ▼ 3       | Бахрейн                             | 578   | ▼ 18      |
| 72    | ▼ 21      | Лихтенштейн                         | 577   | ▼ 61      |
| 73    | ▲ 16      | Маврикий                            | 575   | ▲ 2       |
| 74    | ▲ 13      | Таллин                              | 570   | ▼ 5       |
| 75    | ▲ 3       | Астана                              | 569   | ▼ 17      |
| 76    | ▲ 16      | Гандинагар                          | 568   | ▬         |
| 77    | ▲ 21      | Кипр                                | 566   | ▲ 5       |
| 78    | ▼ 18      | Монако                              | 565   | ▼ 44      |
| 79    | ▼ 13      | Братислава                          | 564   | ▼ 34      |
| 80    | ▼ 8       | Острова Кайман (Великобритания)     | 563   | ▼ 29      |
| 81    | ▼ 14      | Сантьяго                            | 561   | ▼ 36      |
| 82    | ▼ 7       | Гернси (Великобритания)             | 560   | ▼ 29      |
| 83    | ▲ 18      | Алма-Ата                            | 559   | ▲ 6       |
| 84    | ▲ 11      | София                               | 558   | ▼ 7       |
| 85    | ▼ 22      | Мальта                              | 557   | ▼ 46      |
| 86    | ▲ 18      | Сан-Паулу                           | 556   | ▲ 14      |
| 87    | ▼ 29      | Виргинские Острова (Великобритания) | 555   | ▼ 59      |
| 88    | ▲ 15      | Афины                               | 554   | ▲ 9       |
| 89    | ▼ 4       | Будапешт                            | 553   | ▼ 24      |
| 90    | ▼ 26      | Барбадос                            | 552   | ▼ 48      |
| 91    | ▼ 29      | Вильнюс                             | 551   | ▼ 55      |
| 92    | ▼ 8       | Бермуды (Великобритания)            | 550   | ▼ 30      |
| 93    | ▼ 7       | Остров Мэн (Великобритания)         | 549   | ▼ 27      |
| 94    | NR        | Кигали                              | 548   | NR        |
| 95    | ▼ 16      | Манила                              | 547   | ▼ 38      |
| 96    | ▲ 13      | Рига                                | 546   | ▲ 53      |
| 97    | ▼ 6       | Буэнос-Айрес                        | 545   | ▼ 26      |
| 98    | ▲ 8       | Найроби                             | 541   | ▲ 21      |
| 99    | ▼ 26      | Багамские Острова                   | 540   | ▼ 51      |
| 100   | ▼ 3       | Тринидад и Тобаго                   | 539   | ▼ 24      |

## Примеры финансовых центров

### Крупнейшие международные финансовые центры

#### Лондон
В схватке за звание мирового финансового центра на первую позицию постепенно выходит Лондон, прежде всего благодаря более либеральному законодательству. Лидерство более чем по 80 % показателей. Плюсы: сотрудники, доступ к рынкам (ЕС, Восточная Европа, Россия, Ближний Восток), финансовое регулирование. Проблемы: ставки налога на прибыль, транспортная инфраструктура, операционные затраты.
Так, в 2007 рыночная капитализация европейских фондовых рынков (включая развивающиеся Россию и Турцию) достигла 15,8 трлн долларов и впервые с 40−х годов обошла капитализацию рынка США (15,7 трлн долларов). Доходы инвестбанков в Европе от первичных размещений (IPO) впервые со Второй мировой войны догнали доходы банков в США. За первые пять месяцев 2007 года сумма европейских IPO достигла 37,8 млрд долларов — значительно больше, чем в США (21,2 млрд долларов). И хотя американские банки берут комиссию в два раза больше, чем европейские, доходы европейцев выше — 1,4 млрд против 1,2 млрд долларов у банков США.
Около 80 % инвестбанковских операций прямо или косвенно проходят через Лондон, так что британская столица по праву стала считать себя ведущим финансовым центром мира. Об этом уже заявили и мэр города Кен Ливингстон, и премьер-министр Британии Тони Блэр. Выплата почти 17 млрд долларов бонусов сотрудникам лондонских инвестбанков лишь подтвердила такое ощущение. Бонусы в Нью-Йорке по результатам прошлого года оказались на треть меньше.
Официальная статистика также говорит о том, что Лондон, по-видимому, лидирует в мировой финансовой системе. На него приходится 70 % вторичного рынка облигаций и почти 50 % рынка деривативов. Лондон — крупнейший центр торговли иностранной валютой, и этот рынок растёт здесь на 39 % ежегодно — гораздо быстрее, чем в Нью-Йорке с его 8 % прироста. Почти 80 % европейских хедж-фондов управляются из Лондона, причём средняя норма прибыли у них в прошлом году составила 16 % — почти в два раза больше, чем у хедж-фондов в США. В прошлом году на Лондонской фондовой бирже было осуществлено 419 новых размещений (включая Альтернативный инвестиционный рынок, AIM) — вдвое больше, чем в Нью-Йорке (36 на Нью−Йоркской фондовой бирже и 138 на высокотехнологичной бирже NASDAQ).
Объём сделок по слияниям и поглощениям в Европе (а европейский рынок в основном контролируют лондонские банки) уже превысил американский показатель. В 2006 году европейский рынок M&A составил 1,15 трлн долларов, а американский — 1,14 трлн. За последний год британские компании частных инвестиций привлекли нового капитала на 246 млрд долларов и инвестировали 974 млрд долларов. Если к этому прибавить 22 млрд долларов оборота юридических компаний лондонского Сити, которые обслуживают сделки финансового сектора (а в Лондоне находятся три из четырёх крупнейших юридических компаний в мире), то нетрудно понять, почему британская столица превратилась в ведущий центр мирового рынка капитала.
Согласно исследованию компании Oxford Economic Forecasting, в мае 2007 года составившей рейтинг международных финансовых центров, Лондон опередил Нью-Йорк на пять пунктов. Ещё год назад он уступал Нью-Йорку на десять пунктов

#### Нью-Йорк
Нью-Йорк как финансовый центр, является городом с самыми большими и ликвидными фондовыми рынками мира. Лидерство более чем по 80 % показателей. Плюсы: сотрудники и рынок США. Минусы: финансовое регулирование, в частности, закон Сарбейнса-Оксли.

По версии Всемирной Федерации Бирж, общий объём торгуемых акций за 2020 год:
1. NYSE (Нью-Йорк) — $19,81 трлн.
2. NASDAQ (Нью-Йорк) — $13,43 трлн.
3. Tokyo Stock Exchange (Токио) — $3,78 трлн.
4. London Stock Exchange (Лондон) — $2,74 трлн.
5. Shanghai Stock Exchange (Шанхай) — $4,49 трлн.
6. Hong Kong Stock Exchange (Гонконг) — $1,49 трлн.

Очень сильно по позициям Нью-Йорка ударили теракты 11 сентября 2001 года. Ужесточение правил безопасности, которое последовало за терактами, превратило прилёты в аэропорт Джона Кеннеди и Ньюарк в малоприятный опыт: длинные очереди, проверка багажа, долгие собеседования на границе.
Однако, несмотря на все ужесточения, Нью-Йорк остаётся одним из самых больших финансовых центров мира. Этому способствует высокое доверие инвесторов. Что выражается в больших объёмах прямых иностранных инвестиций (FDI). По данным Управления экономики и статистики (США), за период 2000—2010 год иностранные инвестиции в США составили 1.7 триллиона долларов. В 2010 году они составили 194 миллиарда долларов. Что является абсолютным рекордом среди всех государств мира.

#### Токио
В одном отчёте говорится, что японские власти работают над планами преобразования Токио, но добились неоднозначного успеха, отмечая, что "первоначальные проекты предполагают, что специалисты по экономике Японии испытывают трудности с разгадкой секрета успеха западных финансовых центров. "Токио превратился в крупный финансовый центр в 1980-х годах, когда японская экономика стала одной из крупнейших в мире. Будучи финансовым центром, Токио имеет хорошие связи с Нью-Йорком и Лондоном.

### Крупные оффшорные финансовые центры

#### Гонконг, Китай
Судьба и становление Гонконга, как мирового финансового центра, неразрывно связаны с Великобританией. На сегодняшний день это очень мощный бизнес-центр востока — главный деловой и финансовый центр Азии.
30 июня 1997 года Великобритания вернула Гонконг Китаю после столетней аренды. С этих пор Гонконг имеет статус особого административного района, который сохранит ещё 50 лет, соблюдая принцип «одна страна — две системы». Корпоративное законодательство Гонконга основано на английском общем праве, при этом в Гонконге собственное административное управление, законодательство, независимое судопроизводство и высшая судебная инстанция. Гонконг остался свободным портом (четвёртым в мире по объёмам перевозок), независимой таможенной зоной, международным центром торговли, финансов, информации, судоходства и сохранил финансовую независимость. Этот статус позволяет Гонконгу сохранить те привилегии и особенности, которые у него были до 1997 года. Гонконг привлекателен не только благодаря официальной позиции в отношении иностранных инвестиций, но и в силу вполне объективных факторов, связанных с системой налогообложения и относительной несложностью требований корпоративного права.

#### Сингапур
Премьер-министр Сингапура, Ли Куан Ю:
Любого, кто в 1965 году, когда мы отделились от Малайзии, предположил бы, что Сингапур станет крупным финансовым центром, посчитали бы безумцем.
Развитая рыночная система. Экономика Сингапура зависит от экспорта продукции, особенно в таких областях как бытовая электроника, информационные технологии, фармацевтика и финансовые услуги. Важную роль в экономике страны играют транснациональные корпорации. Экономика Сингапура является одной из самых открытых и свободных от коррупции экономик. В стране поддерживаются стабильные цены, а ВВП на душу населения — один из самых высоких в мире[2]. Сильный центр по большинству показателей, в частности по регулированию банковского сектора. Минусы: общая конкурентоспособность. Второй крупнейший финансовый центр Азии.
Реальный рост ВВП в период с 2004 по 2008 год в среднем составил 6,8 %, но в 2009 году из-за мирового финансового кризиса снизился до уровня в 2,1 %. Экономика страны начала приходить в себя в 2010 году и правительство прогнозирует рост в 3-5 % за год. Сингапур привлекает крупные инвестиции в фармацевтику и медицинское производство и будет продолжать усилия по развитию Сингапура как финансового и высокотехнологичного центра Юго-Восточной Азии[2].
Сингапур причисляют к «восточноазиатским тиграм» за быстрый скачок экономики до уровня развитых стран. В стране развиты производства электроники, судостроение, сектор финансовых услуг. Широко известны в мире авиакомпания Singapore Airlines, сингапурский холдинг Fairmont Raffles Hotels International владеет международной сетью отелей Swissotel.

#### Цюрих
Сильный специализированный центр. Ниша — обслуживание богатых клиентов (private banking) и управление активами. Минусы: небольшой пул профессионалов и невысокая общая конкурентоспособность.

### Крупные региональные финансовые центры

#### Франкфурт-на-Майне
Франкфурт является одним из крупнейших транспортных и финансовых центров Европы. 
Два прозвища города Франкфурт: «Банкфурт» (Bankfurt) и «Майнхэттен» (Mainhatten, то есть «Манхэттен на Майне») связаны с высокой концентрацией здесь банковских сотрудников. Во Франкфурте расположены главные офисы таких банков, как «Deutsche Bank», «Dresdner Bank», «Commerzbank», а также значительное количество крупных филиалов других банков.
В городе открыто представительство ВТБ. Сильный центр по большинству показателей, в частности по регулированию банковского сектора. Место, где размещена штаб-квартира Европейского центрального банка.
Франкфуртская фондовая биржа (нем. Frankfurter Wertpapierbörse, сокр. FWB) — крупнейшая немецкая и одна из крупнейших мировых бирж. Оператором площадки является Deutsche Boerse Group AG, которая имеет представительство в Москве.
Именно на франкфуртской бирже определяется общенемецкий биржевой индекс DAX. В Банковском квартале (нем. Bankenviertel), называемом также на британский манер «Сити», находится больше небоскребов, чем во всей остальной Германии. штаб-квартира Коммерцбанка до 2003 года обладала титулом самого высокого здания Европы.

#### Москва
Возможно, улучшить конкурентоспособность Москвы помогут готовящиеся в настоящий момент законопроекты, направленные на оптимизацию условий работы отечественного фондового рынка. В частности, принят ряд законопроектов, призванных упростить работу инвесторов и эмитентов и привести российскую практику в соответствие с мировым опытом.
Кроме того, принят ряд законопроектов, регулирующих функционирование российского рынка. В частности, законопроект об инсайдерской информации, создающий механизм противодействия манипулированию рынком со стороны недобросовестных участников и препятствующий злоупотреблениям, связанным с использованием инсайдерской информации. Принятие подобного документа позволит России подписать меморандум о взаимопонимании с Международной ассоциацией регуляторов финансовых рынков.
Форбс в 2010 высказывал сомнения в достижимости подобной цели. В 2021 году, в списке индекса мировых финансовых центров, Москва занимала 50-е место.

#### Шанхай
Шанхай — это финансовый и торговый центр Китая. Рыночные реформы в Шанхае начались в 1992 году — на десятилетие позже, чем в южных провинциях. До этого большая часть доходов города уходила безвозвратно в Пекин. Даже после снижения налогового бремени в 1992 года, налоговые поступления от Шанхая составляли 20-25 % от поступлений со всего Китая (до 1990-х эта цифра составляла около 70 %). Сегодня Шанхай крупнейший и самый развитый город континентального Китая.
Шанхай является крупнейший в Китае центром концентрации банков, страховых и финансовых компаний. По состоянию на конец 2021 года более трети из почти 1 700 лицензированных финансовых фирм в Шанхае имели иностранные инвестиции. В начале XXI века между Шанхаем и Гонконгом развернулась острая борьба за право называться экономическим центром Китая. В 2003 году ВВП на душу населения в Шанхае составлял 46 586 юаней (около 5620 долларов США), ставя его на 13 место в списке 659 городов Китая.
Среди преимуществ Гонконга более сильная правовая система и гораздо больший опыт в банковских делах и сфере услуг. У Шанхая есть сильные связи с центральным правительством и другими районами континентального Китая, а также более мощная производственная и технологическая база. После передачи Гонконга КНР в 1997 году роль Шанхая в финансовой и банковской сфере, а также в качестве места базирования головных офисов компаний усилилась, подогревая спрос на образованную и современную рабочую силу. С 1992 года экономика Шанхая растёт ежегодно более чем на 10 %. В 2005 году номинальный ВВП Шанхая вырос на 11,1 % и составил 912,5 млрд юаней (114 млрд долларов США).